# Cerro Quema
Cerro Quema es un macizo volcánico de la era cenozoica ubicado en la sierra del Canajagua en la península de Azuero en la provincia de Los Santos.

## Geografía
Está ubicado en la provincia de Los Santos, en las coordenadas 7°34′00″N 80°31′00″O / 7.56667, -80.51667.
Se elevaba sobre unos 959 m s. n. m.

## Minería
En 1997, la empresa Minera Cerro Quema, S.A, subsidiaria de la empresa canadiense Orla Mining Ltd, obtuvo una concesión del gobierno panameño para la explotación minera del lugar por un periodo de 20 años.
 Agricultores locales y organizaciones ambientales se oponen a la actividad minera por los riesgos de contaminación de aguas y tierras que ella conlleva.